# Tryńcza (gemeente)
De gemeente Tryńcza is een landgemeente in het Poolse woiwodschap Subkarpaten, in powiat Przeworski.
De zetel van de gemeente is in Tryńcza.
Op 30 juni 2004 telde de gemeente 8146 inwoners.

## Oppervlakte gegevens
In 2002 bedroeg de totale oppervlakte van gemeente Tryńcza 70,56 km², waarvan:
- agrarisch gebied: 73%
- bossen: 15%

De gemeente beslaat 10,1% van de totale oppervlakte van de powiat.

## Demografie
Stand op 30 juni 2004:
| Omschrijving                   | Totaal | Totaal | Vrouwen | Vrouwen | Mannen | Mannen |
| ------------------------------ | ------ | ------ | ------- | ------- | ------ | ------ |
| eenheid                        | aantal | %      | aantal  | %       | aantal | %      |
| inwoners                       | 8146   | 100    | 4070    | 50      | 4076   | 50     |
| bevolkingsdichtheid (inw./km²) | 115,4  | 115,4  | 57,7    | 57,7    | 57,8   | 57,8   |

In 2002 bedroeg het gemiddelde inkomen per inwoner 1350,28 zł.

## Plaatsen
- Tryńcza
- Gniewczyna Łańcucka
- Gniewczyna Tryniecka
- Głogowiec
- Gorzyce
- Jagiełła
- Ubieszyn
- Wólka Małkowa
- Wólka Ogryzkowa

## Aangrenzende gemeenten
Białobrzegi, Grodzisko Dolne, Jarosław, Leżajsk, Przeworsk, Sieniawa